# Mitteldeutsche Fußballmeisterschaft 1924/25

VfB Leipzig 1893 – Mitteldeutscher Fußballmeister 1925

Die Mitteldeutsche Fußballmeisterschaft 1924/25 des Verbandes Mitteldeutscher Ballspiel-Vereine (VBMV) war die 24. Spielzeit der Mitteldeutschen Fußballmeisterschaft. Die diesjährige Meisterschaft wurde abermals mittels zahlreicher regionaler Gauligen ausgetragen, deren Gewinner in einer K.-o.-Runde aufeinandertrafen. Durch einen 2:0-Erfolg über den 1. SV 03 Jena gewann der VfB Leipzig zum zehnten Mal die Mitteldeutsche Meisterschaft und qualifizierte sich somit für die Deutsche Fußballmeisterschaft 1924/25. Überraschenderweise schieden die favorisierten Leipziger jedoch nach einer 1:2-Niederlage, bereits im Achtelfinale gegen den Breslauer SC 08 aus.
Erstmals durfte jeder Verband zwei Teilnehmer für die Deutsche Meisterschafts-Endrunde melden. Verschieden zu allen anderen Verbänden, die den jeweiligen Vizemeister nominierten, entschloss sich der VMBV zur Austragung eines Extra-Turniers. Für dieses wären eigentlich die jeweiligen Zweit-Platzierten der einzelnen Gaue vorgesehen gewesen. Für die feststehende Terminierung war die Zeit allerdings zu knapp bemessen, sodass nur die Vizemeister der 8 spiel-stärksten Gaue an dieser Zusatz-Runde teilnehmen durften. Der Sieger dieser Runde der Zweiten, der SC Erfurt 1895, traf dann in einem Qualifikationsspiel auf den Verlierer des Mitteldeutschen Finales, den 1. SV 03 Jena, um den zweiten Teilnehmer des VMBV an der Meisterschafts-Endrunde zu ermitteln. Jena setzte sich mit 2:1 nach Verlängerung durch und qualifizierte sich somit ebenfalls für die diesjährige Endrunde. Dort unterlag man aber bereits im Achtelfinale dem späteren Deutschen Meister, dem 1. FC Nürnberg, mit 0:2.

## Modus
Die Teilnehmer der Mitteldeutschen Fußball-Endrunde, wurden in 27 regional-beschränkten Gauligen ausgespielt. Die Gewinner dieser Ligen qualifizierten sich für die Endrunde um die Mitteldeutsche Meisterschaft. Die Zweitplatzierten der acht spielstärksten Gaue qualifizierten sich für die Runde der Zweiten. Der Sieger dieser Runde spielte dann anschließend gegen den Mitteldeutschen Vizemeister um einen zweiten Startplatz, für das weitere Ringen um die Deutsche Fußballmeisterschaft 1924/25.
| Gau             | Gaumeister              |
| --------------- | ----------------------- |
| Altmark         | FC Viktoria 09 Stendal  |
| Anhalt          | SV Cöthen 02            |
| Elbe/Bode       | SV 09 Staßfurt          |
| Elbe/Elster     | FC Preußen Biehla       |
| Erzgebirge      | FC Viktoria Lauter      |
| Göltzschtal     | SpVgg Falkenstein       |
| Harz            | FC Germania Halberstadt |
| Jeetze          | FC 09 Salzwedel         |
| Kyffhäuser      | SV Wacker 05 Nordhausen |
| Mittelelbe      | FuCC Cricket-Viktoria   |
| Mittelsachsen   | Chemnitzer BC           |
| Mulde           | VfB Preußen Greppin     |
| Nordsachsen     | Riesaer SV              |
| Nordthüringen   | SpVgg 02 Erfurt         |
| Nordwestsachsen | VfB Leipzig             |
| Obererzgebirge  | VfB 1912 Geyer          |
| Oberlausitz     | Zittauer BC             |
| Osterland       | SpVgg 1904 Gera         |
| Ostsachsen      | Guts Muts Dresden       |
| Ostthüringen    | 1. SV 03 Jena           |
| Saale           | Hallescher FC Wacker    |
| Saale/Elster    | Naumburger SV 05        |
| Südthüringen    | 1. FC 07 Lauscha        |
| Vogtland        | Plauener SuBC           |
| Wartburg        | SV 01 Gotha             |
| Westsachsen     | SpVgg 1907 Meerane      |
| Westthüringen   | SC 1912 Zella-Mehlis    |

## Gau Altmark
Aus unbekannten Gründen (vermutlich aus Termin-Not) nahm der SC Herta Wittenberge an der Mitteldeutschen Endrunde teil, obwohl der FC Viktoria 09 Stendal das Entscheidungsspiel um Platz 1 gewann.
| Pl. | Verein                     | Sp. | S  | U | N  | Tore    | Quote | Punkte |
| --- | -------------------------- | --- | -- | - | -- | ------- | ----- | ------ |
| 1.  | FC Viktoria 09 Stendal (M) | 18  | 16 | 0 | 2  | 057:110 | 5,18  | 32:40  |
| 2.  | SC Herta Wittenberge a     | 18  | 15 | 2 | 1  | 078:170 | 4,59  | 32:40  |
| 3.  | SuS 1910 Stendal           | 18  | 11 | 2 | 5  | 059:360 | 1,64  | 24:12  |
| 4.  | Saxonia 07 Tangermünde     | 18  | 11 | 0 | 7  | 049:320 | 1,53  | 22:14  |
| 5.  | FC Siegfried Wahrburg      | 18  | 6  | 3 | 9  | 033:400 | 0,83  | 15:21  |
| 6.  | VfL Gardelegen             | 18  | 7  | 1 | 10 | 029:500 | 0,58  | 15:21  |
| 7.  | SC Minerva Wittenberge     | 18  | 6  | 1 | 11 | 030:550 | 0,55  | 13:23  |
| 8.  | Wittenberger SV 1888       | 18  | 5  | 1 | 12 | 029:470 | 0,62  | 11:25  |
| 9.  | Germania Tangerhütte       | 18  | 5  | 1 | 12 | 018:580 | 0,31  | 11:25  |
| 10. | TG Jahn Welfen Stendal (N) | 18  | 2  | 1 | 15 | 011:470 | 0,23  | 05:31  |

| (M) | Titelverteidiger Altmark |
| (N) | Aufsteiger               |

Entscheidungsspiel Platz 1
|                        | Ergebnis |                      |
| ---------------------- | -------- | -------------------- |
| FC Viktoria 09 Stendal | 3:2      | SC Herta Wittenberge |

## Gau Anhalt
| Pl. | Verein                  | Sp. | S  | U | N  | Tore    | Quote | Punkte |
| --- | ----------------------- | --- | -- | - | -- | ------- | ----- | ------ |
| 1.  | SV Cöthen 02 (M)        | 18  | 13 | 3 | 2  | 045:200 | 2,25  | 29:70  |
| 2.  | SC Cöthen 09            | 18  | 12 | 2 | 4  | 049:200 | 2,45  | 26:10  |
| 3.  | SV 07 Bernburg          | 18  | 11 | 2 | 5  | 031:210 | 1,48  | 24:12  |
| 4.  | Viktoria 03 Zerbst      | 18  | 9  | 2 | 7  | 041:320 | 1,28  | 20:16  |
| 5.  | Dessauer SV 98          | 18  | 8  | 3 | 7  | 037:340 | 1,09  | 19:17  |
| 6.  | FC Wacker Bernburg      | 18  | 6  | 5 | 7  | 040:370 | 1,08  | 17:19  |
| 7.  | Cöthener FC Germania 03 | 18  | 6  | 2 | 10 | 028:420 | 0,67  | 14:22  |
| 8.  | SV Dessau 05            | 18  | 6  | 1 | 11 | 024:390 | 0,62  | 13:23  |
| 9.  | SV Germania Roßlau      | 18  | 6  | 0 | 12 | 032:510 | 0,63  | 12:24  |
| 10. | 1. FC 1900 Zerbst       | 18  | 2  | 2 | 14 | 016:470 | 0,34  | 06:30  |

| (M) | Titelverteidiger Anhalt |

## Gau Elbe/Bode
| Pl. | Verein                    | Sp. | S  | U | N  | Tore    | Quote | Punkte |
| --- | ------------------------- | --- | -- | - | -- | ------- | ----- | ------ |
| 1.  | SV 09 Staßfurt b (M)      | 14  | 12 | 1 | 1  | 061:110 | 5,55  | 25:30  |
| 2.  | SV Viktoria Güsten (N)    | 14  | 8  | 1 | 5  | 028:260 | 1,08  | 17:11  |
| 3.  | FC Askania Aschersleben   | 14  | 7  | 2 | 5  | 023:280 | 0,82  | 16:12  |
| 4.  | VfB Staßfurt              | 13  | 6  | 3 | 4  | 026:150 | 1,73  | 15:11  |
| 5.  | SV Teutonia Aschersleben  | 14  | 6  | 3 | 5  | 034:350 | 0,97  | 15:13  |
| 6.  | VfB Anhalt 1907 Frose     | 14  | 4  | 2 | 8  | 023:380 | 0,61  | 10:18  |
| 7.  | FV Eintracht Güsten (N)   | 13  | 2  | 2 | 9  | 014:360 | 0,39  | 06:20  |
| 8.  | SpVgg 1908 Aschersleben b | 14  | 1  | 2 | 11 | 015:350 | 0,43  | 04:24  |

| (M) | Titelverteidiger Elbe/Bode |
| (N) | Aufsteiger                 |

## Gau Elbe/Elster
Die Gauliga Elbe/Elster war erneut in die beiden Staffeln Elbe und Elster unterteilt. Beide Staffelmeister spielten in zwei Finalspielen den Gaumeister und Teilnehmer an der Mitteldeutschen Endrunde aus.

### Staffel Elbe
| Pl. | Verein                 | Sp. | S | U | N | Tore    | Quote | Punkte |
| --- | ---------------------- | --- | - | - | - | ------- | ----- | ------ |
| 1.  | SV Vorwärts Falkenberg | 8   | 6 | 0 | 2 | 020:800 | 2,50  | 12:40  |
| 2.  | BC Dommitzsch          | 8   | 6 | 0 | 2 | 018:170 | 1,06  | 12:40  |
| 3.  | VfB Herzberg           | 6   | 3 | 0 | 3 | 016:100 | 1,60  | 06:60  |
| 4.  | FC Annaburg            | 6   | 2 | 0 | 4 | 010:110 | 0,91  | 04:80  |
| 5.  | FC Hartenfels Torgau   | 8   | 1 | 0 | 7 | 007:250 | 0,28  | 02:14  |

Entscheidungsspiel Platz 1
|                        | Ergebnis |               |
| ---------------------- | -------- | ------------- |
| SV Vorwärts Falkenberg | 2:0      | BC Dommitzsch |

### Staffel Elster
| Pl. | Verein                     | Sp. | S | U | N | Tore    | Quote | Punkte |
| --- | -------------------------- | --- | - | - | - | ------- | ----- | ------ |
| 1.  | FC Preußen Biehla (M)      | 8   | 5 | 1 | 2 | 022:130 | 1,69  | 11:50  |
| 2.  | VfB Hohenleipisch 1912 (N) | 7   | 3 | 1 | 3 | 010:160 | 0,63  | 07:70  |
| 3.  | SV 1908 Bockwitz           | 8   | 2 | 3 | 3 | 014:120 | 1,17  | 07:90  |
| 4.  | Eintracht Bockwitz         | 8   | 3 | 1 | 4 | 012:140 | 0,86  | 07:90  |
| 5.  | FC Fortuna Mückenberg      | 7   | 2 | 2 | 3 | 016:190 | 0,84  | 06:80  |

| (M) | Titelverteidiger Elbe/Elster |
| (N) | Aufsteiger                   |

### Finale Gau Elbe/Elster
|                                           | Ergebnis |                                              |
| ----------------------------------------- | -------- | -------------------------------------------- |
| FC Preußen Biehla (Sieger Staffel Elster) | 3:1      | SV Vorwärts Falkenberg (Sieger Staffel Elbe) |

### Relegationsspiel Elbe/Elster
|                                                         | Gesamt |                                                      | Hinspiel | Rückspiel | 3. Spiel |
| ------------------------------------------------------- | ------ | ---------------------------------------------------- | -------- | --------- | -------- |
| FC Fortuna Mückenberg (Letztplatzierter Staffel Elster) | 5:5    | FC Hartenfels Torgau (Letztplatzierter Staffel Elbe) | 2:1      | 2:4       | 1:0      |

## Gau Erzgebirge
| Pl. | Verein                | Sp. | Tore  | Quote | Punkte |
| --- | --------------------- | --- | ----- | ----- | ------ |
| 1.  | FC Viktoria Lauter    | 16  | 39:18 | 2,17  | 23:90  |
| 2.  | VfL Schneeberg c (M)  | 16  | 35:18 | 1,94  | 20:12  |
| 3.  | SV Alemannia Aue      | 16  | 29:19 | 1,53  | 20:12  |
| 4.  | VfB 1914 Zwönitz      | 16  | 31:20 | 1,55  | 18:14  |
| 5.  | SV Sturm Beierfeld    | 16  | 25:28 | 0,89  | 17:15  |
| 6.  | FC Tanne Thalheim     | 16  | 20:24 | 0,83  | 16:16  |
| 7.  | Saxonia Bernsbach (N) | 16  | 21:24 | 0,88  | 12:20  |
| 8.  | BC Olympia Grünhain   | 16  | 25:43 | 0,58  | 12:20  |
| 9.  | FC 1910 Lößnitz       | 16  | 13:44 | 0,30  | 06:26  |

| (M) | Titelverteidiger Erzgebirge |
| (N) | Aufsteiger                  |

## Gau Göltzschtal
| Pl. | Verein                     | Sp. | S | U | N | Tore    | Quote | Punkte |
| --- | -------------------------- | --- | - | - | - | ------- | ----- | ------ |
| 1.  | SpVgg Falkenstein (M)      | 10  | 9 | 1 | 0 | 049:900 | 5,44  | 19:10  |
| 2.  | 1. FC 1907 Reichenbach     | 10  | 4 | 1 | 5 | 020:170 | 1,18  | 09:11  |
| 3.  | SV 1911 Treuen (N)         | 10  | 3 | 3 | 4 | 015:220 | 0,68  | 09:11  |
| 4.  | SV Teutonia Netzschkau (N) | 10  | 3 | 3 | 4 | 015:260 | 0,58  | 09:11  |
| 5.  | VfB Auerbach               | 10  | 3 | 1 | 6 | 021:270 | 0,78  | 07:13  |
| 6.  | SV Sportlust Mylau         | 10  | 3 | 1 | 6 | 012:310 | 0,39  | 07:13  |

| (M) | Titelverteidiger Göltzschtal |
| (N) | Aufsteiger                   |

## Gau Harz
| Pl. | Verein                      | Sp. | S  | U | N  | Tore    | Quote | Punkte |
| --- | --------------------------- | --- | -- | - | -- | ------- | ----- | ------ |
| 1.  | FC Germania Halberstadt (M) | 14  | 12 | 1 | 1  | 077:120 | 6,42  | 25:30  |
| 2.  | SK Preußen Halberstadt 09   | 14  | 10 | 1 | 3  | 047:220 | 2,14  | 21:70  |
| 3.  | Quedlinburger SV 1904       | 14  | 9  | 2 | 3  | 031:220 | 1,41  | 20:80  |
| 4.  | FC Germania Wernigerode     | 14  | 7  | 2 | 5  | 038:290 | 1,31  | 16:12  |
| 5.  | SpVgg Thale 04              | 14  | 5  | 2 | 7  | 034:330 | 1,03  | 12:16  |
| 6.  | FC Viktoria Wernigerode     | 14  | 4  | 3 | 7  | 022:410 | 0,54  | 11:17  |
| 7.  | VfB Blankenburg             | 14  | 3  | 1 | 10 | 017:590 | 0,29  | 07:21  |
| 8.  | VfB Borussia Halberstadt    | 14  | 0  | 0 | 14 | 011:590 | 0,19  | 0:28   |

| (M) | Titelverteidiger Harz |

## Gau Jeetze
| Pl. | Verein                 | Sp. | S  | U | N  | Tore    | Quote | Punkte |
| --- | ---------------------- | --- | -- | - | -- | ------- | ----- | ------ |
| 1.  | FC 09 Salzwedel (M)    | 12  | 11 | 0 | 1  | 033:700 | 4,71  | 22:20  |
| 2.  | VfB 07 Klötze          | 12  | 9  | 0 | 3  | 053:180 | 2,94  | 18:60  |
| 3.  | SV Wustrow             | 12  | 7  | 1 | 4  | 025:120 | 2,08  | 15:90  |
| 4.  | SV Eintracht Salzwedel | 12  | 6  | 1 | 5  | 024:400 | 0,60  | 13:11  |
| 5.  | SuS 1924 Salzwedel d   | 12  | 6  | 0 | 6  | 032:270 | 1,19  | 12:12  |
| 6.  | MTS Lüchow (N)         | 12  | 2  | 0 | 10 | 030:400 | 0,75  | 04:20  |
| 7.  | FC 1919 Dähre (N)      | 12  | 0  | 0 | 12 | 002:550 | 0,04  | 0:24   |

| (M) | Titelverteidiger Jeetze |
| (N) | Aufsteiger              |

## Gau Kyffhäuser
| Pl. | Verein                   | Sp. | S  | U | N  | Tore    | Quote | Punkte |
| --- | ------------------------ | --- | -- | - | -- | ------- | ----- | ------ |
| 1.  | FV Wacker 05 Nordhausen  | 18  | 12 | 4 | 2  | 040:110 | 3,64  | 28:80  |
| 2.  | SpVgg Preußen Nordhausen | 18  | 11 | 3 | 4  | 029:170 | 1,71  | 25:11  |
| 3.  | BSC 07 Sangerhausen      | 18  | 9  | 4 | 5  | 029:160 | 1,81  | 22:14  |
| 4.  | VfB Sangerhausen         | 18  | 10 | 2 | 6  | 051:310 | 1,65  | 22:14  |
| 5.  | VfB Eisleben (M)         | 18  | 8  | 3 | 7  | 034:250 | 1,36  | 19:17  |
| 6.  | FC 1911 Heiligenstadt    | 18  | 8  | 3 | 7  | 023:240 | 0,96  | 19:17  |
| 7.  | SpVgg 1919 Eisleben      | 18  | 9  | 1 | 8  | 021:230 | 0,91  | 19:17  |
| 8.  | VfR Dingelstädt (N)      | 18  | 5  | 1 | 12 | 023:380 | 0,61  | 11:25  |
| 9.  | SC Olympia Nordhausen    | 18  | 2  | 4 | 12 | 012:430 | 0,28  | 08:28  |
| 10. | SpVgg Mansfeld-Leimbach  | 18  | 2  | 3 | 13 | 013:470 | 0,28  | 07:29  |

| (M) | Titelverteidiger Kyffhäuser |
| (N) | Aufsteiger                  |

## Gau Mittelelbe
| Pl. | Verein                   | Sp. | S  | U | N  | Tore    | Quote | Punkte |
| --- | ------------------------ | --- | -- | - | -- | ------- | ----- | ------ |
| 1.  | FuCC Cricket-Viktoria    | 16  | 13 | 2 | 1  | 045:160 | 2,81  | 28:40  |
| 2.  | FV Fortuna Magdeburg (M) | 16  | 9  | 3 | 4  | 041:200 | 2,05  | 21:11  |
| 3.  | MFC Viktoria 1896        | 16  | 7  | 3 | 6  | 034:220 | 1,55  | 17:15  |
| 4.  | Magdeburger SC           | 16  | 8  | 1 | 7  | 034:260 | 1,31  | 17:15  |
| 5.  | SSV 1919 Magdeburg       | 16  | 8  | 1 | 7  | 022:260 | 0,85  | 17:15  |
| 6.  | MSC Preußen 99           | 16  | 7  | 1 | 8  | 033:410 | 0,80  | 15:17  |
| 7.  | FC Preußen 02 Burg       | 16  | 5  | 2 | 9  | 031:380 | 0,82  | 12:20  |
| 8.  | VfL 1912 Genthin e (N)   | 16  | 3  | 5 | 8  | 022:460 | 0,48  | 11:21  |
| 9.  | SC Germania-Jahn 98      | 16  | 1  | 4 | 11 | 010:370 | 0,27  | 06:26  |

| (M) | Titelverteidiger Mittelelbe |
| (N) | Aufsteiger                  |

## Gau Mittelsachsen
| Pl. | Verein                    | Sp. | S  | U | N  | Tore    | Quote | Punkte |
| --- | ------------------------- | --- | -- | - | -- | ------- | ----- | ------ |
| 1.  | Chemnitzer BC (M)         | 18  | 12 | 4 | 2  | 055:260 | 2,12  | 28:80  |
| 2.  | FC Preussen Chemnitz      | 18  | 11 | 4 | 3  | 058:280 | 2,07  | 26:10  |
| 3.  | SC National Chemnitz      | 18  | 8  | 5 | 5  | 048:300 | 1,60  | 21:15  |
| 4.  | SV Teutonia 1901 Chemnitz | 18  | 8  | 4 | 6  | 040:310 | 1,29  | 20:16  |
| 5.  | SV Sturm Chemnitz         | 18  | 8  | 2 | 8  | 038:410 | 0,93  | 18:18  |
| 6.  | SC 1913 Harthau (N)       | 18  | 7  | 3 | 8  | 031:480 | 0,65  | 17:19  |
| 7.  | VfB Chemnitz              | 18  | 7  | 1 | 10 | 029:380 | 0,76  | 15:21  |
| 8.  | Viktoria 03 Einsiedel     | 18  | 5  | 2 | 11 | 024:380 | 0,63  | 12:24  |
| 9.  | SC Hellas 1908 Chemnitz   | 18  | 4  | 4 | 10 | 021:360 | 0,58  | 12:24  |
| 10. | Mittweidaer FC 1899       | 18  | 4  | 3 | 11 | 013:410 | 0,32  | 11:25  |

| (M) | Titelverteidiger Mittelsachsen |
| (N) | Aufsteiger                     |

## Gau Mulde
| Pl. | Verein                       | Sp. | S  | U | N  | Tore    | Quote | Punkte |
| --- | ---------------------------- | --- | -- | - | -- | ------- | ----- | ------ |
| 1.  | VfB Preußen Greppin 1911 (M) | 18  | 17 | 1 | 0  | 080:200 | 4,00  | 35:10  |
| 2.  | VfL 1911 Bitterfeld          | 18  | 11 | 0 | 7  | 056:340 | 1,65  | 22:14  |
| 3.  | BC Union Sandersdorf         | 18  | 8  | 4 | 6  | 024:280 | 0,86  | 20:16  |
| 4.  | VfL Wolfen (N)               | 18  | 8  | 3 | 7  | 035:330 | 1,06  | 19:17  |
| 5.  | TV Friesen Bitterfeld        | 18  | 7  | 3 | 8  | 031:390 | 0,79  | 17:19  |
| 6.  | VfB Zscherndorf              | 18  | 6  | 4 | 8  | 028:290 | 0,97  | 16:20  |
| 7.  | Holzweißiger SV              | 17  | 6  | 3 | 8  | 033:370 | 0,89  | 15:19  |
| 8.  | SpVgg 1907 Wittenberg        | 18  | 5  | 2 | 11 | 028:400 | 0,70  | 12:24  |
| 9.  | FC Viktoria Wittenberg f     | 18  | 5  | 1 | 12 | 028:700 | 0,40  | 11:25  |
| 10. | VfR Piesteritz f             | 17  | 3  | 5 | 9  | 022:350 | 0,63  | 11:23  |

| (M) | Titelverteidiger Mulde |
| (N) | Aufsteiger             |

## Gau Nordsachsen
Die Gauliga wurde in dieser Spielzeit erneut in den Staffeln Riesa und Döbeln ausgespielt. Beide Staffelmeister spielten in einem Finale den Teilnehmer an der Mitteldeutschen Endrunde aus.

### Staffel Riesa
| Pl. | Verein                | Sp. | S | U | N | Tore    | Quote | Punkte |
| --- | --------------------- | --- | - | - | - | ------- | ----- | ------ |
| 1.  | Riesaer SV (M)        | 8   | 7 | 1 | 0 | 040:600 | 6,67  | 15:10  |
| 2.  | SV 1913 Nünchritz (N) | 8   | 5 | 0 | 3 | 018:130 | 1,38  | 10:60  |
| 3.  | VfB Riesa             | 8   | 3 | 0 | 5 | 009:250 | 0,36  | 06:10  |
| 4.  | SV 1913 Oschatz       | 8   | 2 | 1 | 5 | 014:270 | 0,52  | 05:11  |
| 5.  | SV 1911 Gröditz       | 8   | 2 | 0 | 6 | 013:230 | 0,57  | 04:12  |

| (M) | Titelverteidiger Nordsachsen |
| (N) | Aufsteiger                   |

### Staffel Döbeln
| Pl. | Verein               | Sp. | S | U | N | Tore    | Quote | Punkte |
| --- | -------------------- | --- | - | - | - | ------- | ----- | ------ |
| 1.  | Döbelner SC          | 8   | 7 | 1 | 0 | 023:500 | 4,60  | 15:10  |
| 2.  | BC Hartha            | 8   | 3 | 2 | 3 | 014:160 | 0,88  | 08:80  |
| 3.  | FC 1901 Roßwein      | 8   | 3 | 2 | 3 | 015:180 | 0,83  | 08:80  |
| 4.  | VfB 1910 Rochlitz    | 8   | 2 | 2 | 4 | 016:180 | 0,89  | 06:10  |
| 5.  | FC 1911 Geringswalde | 8   | 1 | 1 | 6 | 011:220 | 0,50  | 03:13  |

### Finale Gau Nordsachsen
|                                   | Ergebnis  |                                     |
| --------------------------------- | --------- | ----------------------------------- |
| Riesaer SV (Sieger Staffel Riesa) | 5:2 n. V. | Döbelner SC (Sieger Staffel Döbeln) |

## Gau Nordthüringen
| Pl. | Verein                     | Sp. | S  | U | N  | Tore    | Quote | Punkte |
| --- | -------------------------- | --- | -- | - | -- | ------- | ----- | ------ |
| 1.  | SpVgg 02 Erfurt            | 18  | 16 | 1 | 1  | 064:180 | 3,56  | 33:30  |
| 2.  | SC Erfurt 1895 (M)         | 18  | 15 | 1 | 2  | 046:600 | 7,67  | 31:50  |
| 3.  | VfB 04 Erfurt              | 18  | 11 | 3 | 4  | 033:190 | 1,74  | 25:11  |
| 4.  | FV Germania Ilmenau        | 18  | 8  | 2 | 8  | 031:310 | 1,00  | 18:18  |
| 5.  | SuS 07 Arnstadt g          | 18  | 8  | 2 | 8  | 036:510 | 0,71  | 18:18  |
| 6.  | SV 1905 Erfurt h           | 18  | 7  | 3 | 8  | 030:280 | 1,07  | 17:19  |
| 7.  | SC Stadtilm (N)            | 18  | 4  | 4 | 10 | 028:500 | 0,56  | 12:24  |
| 8.  | Sportring BV 1897 Erfurt i | 18  | 4  | 2 | 12 | 028:380 | 0,74  | 10:26  |
| 9.  | FC Borussia Erfurt         | 18  | 4  | 2 | 12 | 018:380 | 0,47  | 10:26  |
| 10. | Wacker Erfurt j            | 18  | 2  | 2 | 14 | 014:490 | 0,29  | 06:30  |

| (M) | Titelverteidiger Nordthüringen |
| (N) | Aufsteiger                     |

## Gau Nordwestsachsen
| Pl. | Verein                              | Sp. | S  | U | N  | Tore    | Quote | Punkte |
| --- | ----------------------------------- | --- | -- | - | -- | ------- | ----- | ------ |
| 1.  | VfB Leipzig                         | 18  | 15 | 1 | 2  | 060:900 | 6,67  | 31:50  |
| 2.  | SV Fortuna Leipzig 02               | 18  | 12 | 2 | 4  | 046:180 | 2,56  | 26:10  |
| 3.  | SpVgg 1899 Leipzig-Lindenau (MM, M) | 18  | 10 | 2 | 6  | 057:310 | 1,84  | 22:14  |
| 4.  | FC Sportfreunde Leipzig             | 18  | 8  | 5 | 5  | 039:300 | 1,30  | 21:15  |
| 5.  | VfTuB 1905 Leipzig                  | 18  | 7  | 3 | 8  | 031:440 | 0,70  | 17:19  |
| 6.  | SC Wacker Leipzig                   | 18  | 7  | 2 | 9  | 038:480 | 0,79  | 16:20  |
| 7.  | FC Viktoria Leipzig                 | 18  | 4  | 5 | 9  | 021:470 | 0,45  | 13:23  |
| 8.  | FC Eintracht Leipzig                | 18  | 4  | 4 | 10 | 028:450 | 0,62  | 12:24  |
| 9.  | ATV Sportfreunde Markranstädt (N)   | 18  | 3  | 5 | 10 | 017:490 | 0,35  | 11:25  |
| 10. | SV Pfeil 1903 Leipzig               | 18  | 4  | 3 | 11 | 023:390 | 0,59  | 11:25  |

| (MM) | Mitteldeutscher Titelverteidiger |
| (M)  | Titelverteidiger Nordwestsachsen |
| (N)  | Aufsteiger                       |

Entscheidungsspiel Platz 9
|               | Ergebnis |                               |
| ------------- | -------- | ----------------------------- |
| Pfeil Leipzig | 1:2      | ATV Sportfreunde Markranstädt |

## Gau Obererzgebirge
| Pl. | Verein               | Sp. | Punkte |
| --- | -------------------- | --- | ------ |
| 1.  | VfB 1912 Geyer       | 16  | 30:20  |
| 2.  | VfB Annaberg 09 (M)  | 16  | 25:70  |
| 3.  | DSC Weipert          | 16  | 21:11  |
| 4.  | BV 1908 Thurm        | 16  | 16:16  |
| 5.  | BC Ehrenfriedersdorf | 16  | 13:19  |
| 6.  | BC Schlettau (N)     | 16  | 12:20  |
| 7.  | SV 1911 Bärenstein   | 16  | 11:21  |
| 8.  | BC 1913 Jahnsbach    | 16  | 10:22  |
| 9.  | VfR Buchholz (N)     | 16  | 06:26  |

| (M) | Titelverteidiger Obererzgebirge |
| (N) | Aufsteiger                      |

## Gau Oberlausitz
| Pl. | Verein                    | Sp. | S | U | N | Tore    | Quote | Punkte |
| --- | ------------------------- | --- | - | - | - | ------- | ----- | ------ |
| 1.  | Zittauer BC (M)           | 10  | 6 | 3 | 1 | 028:130 | 2,15  | 15:50  |
| 2.  | SV Budissa Bautzen        | 10  | 6 | 3 | 1 | 031:100 | 3,10  | 15:50  |
| 3.  | SC 1911 Großröhrsdorf     | 10  | 4 | 3 | 3 | 025:260 | 0,96  | 11:90  |
| 4.  | Bischofswerdaer SV 08 (N) | 10  | 2 | 4 | 4 | 011:190 | 0,58  | 08:12  |
| 5.  | BV Sportlust Neugersdorf  | 10  | 3 | 0 | 7 | 008:230 | 0,35  | 06:14  |
| 6.  | Sportlust Zittau          | 10  | 1 | 3 | 6 | 015:270 | 0,56  | 05:15  |

| (M) | Titelverteidiger Oberlausitz |
| (N) | Aufsteiger                   |

Entscheidungsspiel Platz 1
|                    | Ergebnis  |             |
| ------------------ | --------- | ----------- |
| SV Budissa Bautzen | 1:2 n. V. | Zittauer BC |

## Gau Osterland
| Pl. | Verein                  | Sp. | S | U | N | Tore    | Quote | Punkte |
| --- | ----------------------- | --- | - | - | - | ------- | ----- | ------ |
| 1.  | SpVgg 1904 Gera         | 8   | 6 | 1 | 1 | 019:900 | 2,11  | 13:30  |
| 2.  | FC Wacker Gera (M)      | 8   | 5 | 1 | 2 | 030:800 | 3,75  | 11:50  |
| 3.  | VfB Pößneck             | 8   | 5 | 1 | 2 | 019:100 | 1,90  | 11:50  |
| 4.  | FC Concordia Gera-Reuß  | 8   | 2 | 1 | 5 | 012:360 | 0,33  | 05:11  |
| 5.  | SpVgg Neustadt/Orla (N) | 8   | 0 | 0 | 8 | 007:240 | 0,29  | 0:16   |

| (M) | Titelverteidiger Osterland |
| (N) | Aufsteiger                 |

## Gau Ostsachsen
| Pl. | Verein                        | Sp. | S  | U | N  | Tore    | Quote | Punkte |
| --- | ----------------------------- | --- | -- | - | -- | ------- | ----- | ------ |
| 1.  | Guts Muts Dresden             | 18  | 11 | 5 | 2  | 045:220 | 2,05  | 27:90  |
| 2.  | SV Brandenburg 01 Dresden (M) | 18  | 11 | 3 | 4  | 049:190 | 2,58  | 25:11  |
| 3.  | Dresdner SC                   | 18  | 11 | 2 | 5  | 045:180 | 2,50  | 24:12  |
| 4.  | Dresdner SpVgg 05             | 18  | 10 | 2 | 6  | 037:200 | 1,85  | 22:14  |
| 5.  | Dresdner FC Fußballring       | 18  | 10 | 2 | 6  | 041:360 | 1,14  | 22:14  |
| 6.  | Dresdner SV 1906              | 18  | 7  | 4 | 7  | 030:260 | 1,15  | 18:18  |
| 7.  | Dresdner SG 1893              | 18  | 5  | 4 | 9  | 035:410 | 0,85  | 14:22  |
| 8.  | Radebeuler BC 08              | 18  | 4  | 3 | 11 | 035:580 | 0,60  | 11:25  |
| 9.  | Dresdensia Dresden (N)        | 18  | 2  | 7 | 9  | 021:490 | 0,43  | 11:25  |
| 10. | VfB 1903 Dresden k            | 18  | 3  | 0 | 15 | 017:660 | 0,26  | 06:30  |

| (M) | Titelverteidiger Ostsachsen |
| (N) | Aufsteiger                  |

## Gau Ostthüringen
| Pl. | Verein                 | Sp. | S | U | N  | Tore    | Quote | Punkte |
| --- | ---------------------- | --- | - | - | -- | ------- | ----- | ------ |
| 1.  | 1. SV Jena (M)         | 14  | 9 | 3 | 2  | 043:140 | 3,07  | 21:70  |
| 2.  | VfB Rudolstadt         | 14  | 8 | 4 | 2  | 029:240 | 1,21  | 20:80  |
| 3.  | SC 1903 Weimar         | 14  | 6 | 4 | 4  | 026:200 | 1,30  | 16:12  |
| 4.  | VfB Apolda             | 14  | 4 | 6 | 4  | 025:260 | 0,96  | 14:14  |
| 5.  | VfL 06 Saalfeld (N)    | 14  | 4 | 6 | 4  | 018:230 | 0,78  | 14:14  |
| 6.  | BC 1903 Vimaria Weimar | 14  | 6 | 1 | 7  | 025:280 | 0,89  | 13:15  |
| 7.  | SC Apolda              | 14  | 4 | 4 | 6  | 028:280 | 1,00  | 12:16  |
| 8.  | SpVgg Jena             | 14  | 1 | 0 | 13 | 013:440 | 0,30  | 02:26  |

| (M) | Titelverteidiger Ostthüringen |
| (N) | Aufsteiger                    |

## Gau Saale
| Pl. | Verein                         | Sp. | S  | U | N  | Tore    | Quote | Punkte |
| --- | ------------------------------ | --- | -- | - | -- | ------- | ----- | ------ |
| 1.  | Hallescher FC Wacker (M)       | 16  | 13 | 3 | 0  | 050:900 | 5,56  | 29:30  |
| 2.  | FV Sportfreunde Halle          | 16  | 9  | 4 | 3  | 044:220 | 2,00  | 22:10  |
| 3.  | VfL Halle 1896                 | 16  | 11 | 0 | 5  | 045:220 | 2,05  | 22:10  |
| 4.  | SV Halle 98                    | 16  | 7  | 5 | 4  | 022:190 | 1,16  | 19:13  |
| 5.  | SV Borussia 02 Halle           | 16  | 7  | 2 | 7  | 036:350 | 1,03  | 16:16  |
| 6.  | SC Favorit Halle               | 16  | 4  | 4 | 8  | 009:320 | 0,28  | 12:20  |
| 7.  | VfL 1912 Merseburg             | 16  | 3  | 4 | 9  | 022:210 | 1,05  | 10:22  |
| 8.  | SV Merseburg 99                | 16  | 2  | 4 | 10 | 011:440 | 0,25  | 08:24  |
| 9.  | RSV Sportbrüder 1904 Halle (N) | 16  | 2  | 2 | 12 | 013:480 | 0,27  | 06:26  |

| (M) | Titelverteidiger Saale |
| (N) | Aufsteiger             |

Entscheidungsspiel Platz 2
|                | Ergebnis |                    |
| -------------- | -------- | ------------------ |
| VfL Halle 1896 | 2:6      | Sportfreunde Halle |

## Gau Saale/Elster
| Pl. | Verein                    | Sp. | S  | U | N  | Tore    | Quote | Punkte |
| --- | ------------------------- | --- | -- | - | -- | ------- | ----- | ------ |
| 1.  | Naumburger SV 05 (M)      | 14  | 12 | 1 | 1  | 033:110 | 3,00  | 25:30  |
| 2.  | Schwarz-Gelb Weißenfels l | 14  | 9  | 1 | 4  | 029:160 | 1,81  | 19:90  |
| 3.  | Zeitzer BC 03             | 14  | 8  | 1 | 5  | 030:210 | 1,43  | 17:11  |
| 4.  | SpVgg Zeitz 1910          | 14  | 4  | 4 | 6  | 026:320 | 0,81  | 12:16  |
| 5.  | SC 1903 Weißenfels        | 14  | 4  | 4 | 6  | 015:210 | 0,71  | 12:16  |
| 6.  | TuRV 1861 Weißenfels      | 13  | 3  | 4 | 6  | 019:230 | 0,83  | 10:16  |
| 7.  | SV Teuchern 1910 (N)      | 13  | 3  | 3 | 7  | 019:260 | 0,73  | 09:17  |
| 8.  | Naumburger BC 1920        | 14  | 2  | 2 | 10 | 017:380 | 0,45  | 06:22  |

| (M) | Titelverteidiger Saale/Elster |
| (N) | Aufsteiger                    |

## Gau Südthüringen
| Pl. | Verein                   | Sp. | S  | U | N  | Tore    | Quote | Punkte |
| --- | ------------------------ | --- | -- | - | -- | ------- | ----- | ------ |
| 1.  | 1. FC 1907 Lauscha       | 18  | 12 | 5 | 1  | 051:160 | 3,19  | 29:70  |
| 2.  | 1. SC 04 Sonneberg m     | 18  | 13 | 2 | 3  | 054:150 | 3,60  | 28:80  |
| 3.  | SC 06 Oberlind (M)       | 18  | 11 | 4 | 3  | 047:210 | 2,24  | 26:10  |
| 4.  | VfB 1907 Coburg          | 17  | 9  | 2 | 6  | 040:310 | 1,29  | 20:14  |
| 5.  | SV 1907 Neustadt         | 16  | 5  | 6 | 5  | 032:300 | 1,07  | 16:16  |
| 6.  | SC 1903 Eisfeld (N)      | 17  | 6  | 4 | 7  | 029:310 | 0,94  | 16:18  |
| 7.  | Sportring Sonneberg 1910 | 17  | 5  | 4 | 8  | 030:220 | 1,36  | 14:20  |
| 8.  | FC Viktoria 09 Coburg    | 16  | 3  | 2 | 11 | 017:520 | 0,33  | 08:24  |
| 9.  | SV 08 Steinach           | 15  | 2  | 2 | 11 | 011:360 | 0,31  | 06:24  |
| 10. | SpVgg Neuhaus-Igelshieb  | 14  | 1  | 1 | 12 | 014:710 | 0,20  | 03:25  |

| (M) | Titelverteidiger Südthüringen |
| (N) | Aufsteiger                    |

## Gau Vogtland
| Pl. | Verein                      | Sp. | S | U | N | Tore    | Quote | Punkte |
| --- | --------------------------- | --- | - | - | - | ------- | ----- | ------ |
| 1.  | Plauener SuBC (M)           | 10  | 8 | 0 | 2 | 020:400 | 5,00  | 16:40  |
| 2.  | SV Konkordia Plauen         | 10  | 8 | 0 | 2 | 026:400 | 6,50  | 16:40  |
| 3.  | 1. Vogtländischer FC Plauen | 10  | 7 | 0 | 3 | 021:900 | 2,33  | 14:60  |
| 4.  | SpVgg 1909 Plauen           | 10  | 3 | 1 | 6 | 009:240 | 0,38  | 07:13  |
| 5.  | VfR 1919 Plauen             | 10  | 1 | 2 | 7 | 008:320 | 0,25  | 04:16  |
| 6.  | VfB Plauen                  | 10  | 0 | 3 | 7 | 004:150 | 0,27  | 03:17  |

| (M) | Titelverteidiger Vogtland |

Entscheidungsspiel Platz 1
|                  | Ergebnis |               |
| ---------------- | -------- | ------------- |
| Konkrodia Plauen | 2:4      | Plauener SuBC |

## Gau Wartburg
| Pl. | Verein                      | Sp. | S | U | N  | Tore    | Quote | Punkte |
| --- | --------------------------- | --- | - | - | -- | ------- | ----- | ------ |
| 1.  | SV 01 Gotha (M)             | 12  | 9 | 2 | 1  | 045:900 | 5,00  | 20:40  |
| 2.  | SV Preußen Langensalza      | 12  | 6 | 4 | 2  | 025:800 | 3,13  | 16:80  |
| 3.  | VfB 1909 Mühlhausen         | 12  | 5 | 4 | 3  | 014:800 | 1,75  | 14:10  |
| 4.  | FC Wacker Gotha             | 12  | 5 | 4 | 3  | 013:800 | 1,63  | 14:10  |
| 5.  | SV 1899 Mühlhausen          | 12  | 5 | 2 | 5  | 015:160 | 0,94  | 12:12  |
| 6.  | BSC 1908 Ruhla (N)          | 12  | 2 | 2 | 8  | 008:330 | 0,24  | 06:18  |
| 7.  | FC Meteor Waltershausen (N) | 12  | 1 | 0 | 11 | 005:430 | 0,12  | 02:22  |

| (M) | Titelverteidiger Wartburg |
| (N) | Aufsteiger                |

## Gau Westsachsen
| Pl. | Verein                       | Sp. | S  | U | N  | Tore    | Quote | Punkte |
| --- | ---------------------------- | --- | -- | - | -- | ------- | ----- | ------ |
| 1.  | SpVgg 1907 Meerane           | 18  | 15 | 2 | 1  | 076:110 | 6,91  | 32:40  |
| 2.  | VfB Glauchau                 | 18  | 13 | 1 | 4  | 050:150 | 3,33  | 27:90  |
| 3.  | VfL 1905 Zwickau             | 18  | 10 | 4 | 4  | 061:290 | 2,10  | 24:12  |
| 4.  | Zwickauer SC (M)             | 18  | 10 | 4 | 4  | 053:310 | 1,71  | 24:12  |
| 5.  | Planitzer SC                 | 18  | 7  | 5 | 6  | 039:290 | 1,34  | 19:17  |
| 6.  | FC 02 Zwickau n              | 18  | 6  | 7 | 5  | 033:230 | 1,43  | 19:17  |
| 7.  | TuB 1900 Werdau              | 18  | 5  | 6 | 7  | 033:350 | 0,94  | 16:20  |
| 8.  | Fußballring 1919 Crossen (N) | 18  | 5  | 1 | 12 | 021:930 | 0,23  | 11:25  |
| 9.  | SpVgg 1906 Crimmitschau      | 18  | 2  | 3 | 13 | 017:520 | 0,33  | 07:29  |
| 10. | SpVgg 1910 Niederhaßlau (N)  | 18  | 0  | 1 | 17 | 012:770 | 0,16  | 01:35  |

| (M) | Titelverteidiger Westsachsen |
| (N) | Aufsteiger                   |

## Gau Westthüringen
Zuerst war der VfL Meinigen Meister durch eine Entscheidung am grünen Tisch (deswegen Teilnahme an der Meisterschaft). Nach Berufung wurde am 23.7.25 der SC 1912 Zella-Mehlis zum Meister erklärt.
| Pl. | Verein                     | Sp. | S  | U | N  | Tore    | Quote | Punkte |
| --- | -------------------------- | --- | -- | - | -- | ------- | ----- | ------ |
| 1.  | SC 1912 Zella-Mehlis (M)   | 14  | 12 | 0 | 2  | 036:130 | 2,77  | 24:40  |
| 2.  | VfL Meiningen 04           | 14  | 11 | 1 | 2  | 065:170 | 3,82  | 23:50  |
| 3.  | VfL Mehlis 09              | 12  | 8  | 0 | 4  | 031:200 | 1,55  | 16:80  |
| 4.  | FC 1905 Zella-Mehlis       | 14  | 6  | 3 | 5  | 027:320 | 0,84  | 15:13  |
| 5.  | FC Germania 1906 Mehlis    | 12  | 4  | 3 | 5  | 033:250 | 1,32  | 11:13  |
| 6.  | SV Schmalkalden 04         | 13  | 4  | 0 | 9  | 027:400 | 0,68  | 08:18  |
| 7.  | SV Germania 1902 Zella (N) | 13  | 1  | 3 | 9  | 012:380 | 0,32  | 05:21  |
| 8.  | VfB Germania Suhl          | 12  | 1  | 0 | 11 | 011:570 | 0,19  | 02:22  |

| (M) | Titelverteidiger Westthüringen |
| (N) | Aufsteiger                     |

## Runde der Zweiten
Um den zweiten Teilnehmer des VMBV an der Deutschen Meisterschaft zu bestimmen, wurde nach Verbandsbeschluss vom 7. März 1925, eine Zusatz-Runde der jeweiligen Zweitplatzierten der einzelnen Gaue ausgetragen. Der Sieger dieses Turnier-Formats, spielte dann gegen den Verlierer des Mitteldeutschen Finales den zweiten Teilnehmer aus. Wegen Termin-Not nahmen in dieser Saison nur die Zweitplatzierten der 8 spielstärksten Gaue am Turnier teil. Zur kommenden Spielzeit waren dann die Zweitplatzierten aller Gaue für diese Runde automatisch qualifiziert.

### Viertelfinale
| Datum         |                                                      | Ergebnis |                                                      |
| ------------- | ---------------------------------------------------- | -------- | ---------------------------------------------------- |
| 22. März 1925 | SC Erfurt 1895 (Vizemeister Gau Nordthüringen)       | 1:0      | 1. SC 04 Sonneberg (Vizemeister Gau Südthüringen)    |
| 22. März 1925 | SV Konkordia Plauen (Vizemeister Gau Vogtland)       | 3:4      | SV Fortuna Leipzig (Vizemeister Gau Nordwestsachsen) |
| 22. März 1925 | FC Preussen Chemnitz (Vizemeister Gau Mittelsachsen) | 1:2      | SV Brandenburg Dresden (Vizemeister Gau Ostsachsen)  |
| 22. März 1925 | FV Fortuna Magdeburg (Vizemeister Gau Mittelelbe)    | 5:1      | FV Sportfreunde Halle (Vizemeister Gau Saale)        |

### Halbfinale
| Datum          |                        | Ergebnis |                      |
| -------------- | ---------------------- | -------- | -------------------- |
| 5. April 1925  | SV Brandenburg Dresden | 6:0      | FV Fortuna Magdeburg |
| 10. April 1925 | FV Fortuna Leipzig     | 0:2      | SC Erfurt 1895       |

### Finale
| Datum          |                | Ergebnis |                        |
| -------------- | -------------- | -------- | ---------------------- |
| 19. April 1925 | SC Erfurt 1895 | 1:0      | SV Brandenburg Dresden |

## Meisterschafts-Endrunde
Die Meisterschafts-Endrunde fand im K.-o.-System statt. Qualifiziert waren die Meister der einzelnen Gaue.

### 1. Runde
| Datum                                                           |                                                | Ergebnis |                                                  |
| --------------------------------------------------------------- | ---------------------------------------------- | -------- | ------------------------------------------------ |
| 8. März 1925                                                    | Chemnitzer BC (Sieger Gau Mittelsachsen)       | 7:4      | VfB 1912 Geyer (Sieger Gau Obererzgebirge)       |
| 8. März 1925                                                    | FC Germania Halberstadt (Sieger Gau Harz)      | o -:- o  | SV 09 Staßfurt (Sieger Gau Elbe/Bode)            |
| 8. März 1925                                                    | SC Herta Wittenberge (Vizemeister Gau Altmark) | 1:0      | FC 09 Salzwedel (Sieger Gau Jeetze)              |
| 8. März 1925                                                    | Riesaer SV (Sieger Gau Nordsachsen)            | 7:0      | FC Preußen Biehla (Sieger Gau Elbe/Elster)       |
| 8. März 1925                                                    | SpVgg 02 Erfurt (Sieger Gau Nordthüringen)     | 8:1      | VfL Meiningen 04 (Vizemeister Gau Westthüringen) |
| 8. März 1925                                                    | SpVgg 1904 Gera (Sieger Gau Osterland)         | 0:1      | 1. SV 03 Jena (Sieger Gau Ostthüringen)          |
| 8. März 1925                                                    | SpVgg 1907 Meerane (Sieger Gau Westsachsen)    | 8:1      | FC Viktoria Lauter (Sieger Gau Erzgebirge)       |
| 8. März 1925                                                    | Plauener SuBC (Sieger Gau Vogtland)            | 0:2      | SpVgg Falkenstein (Sieger Gau Göltzschtal)       |
| 8. März 1925                                                    | SV 01 Gotha (Sieger Gau Wartburg)              | 4:1      | SV Wacker 05 Nordhausen (Sieger Gau Kyffhäuser)  |
| 8. März 1925                                                    | VfB Leipzig (Sieger Gau Nordwestsachsen)       | 3:0      | Naumburger SV 05 (Sieger Gau Saale/Elster)       |
| 8. März 1925                                                    | Hallescher FC Wacker (Sieger Gau Saale)        | 3:2      | VfB Preußen Greppin (Sieger Gau Mulde)           |
| 8. März 1925                                                    | FuCC Cricket-Viktoria (Sieger Gau Mittelelbe)  | p 1:0 p  | SV Cöthen 02 (Sieger Gau Anhalt)                 |
| 8. März 1925                                                    | Zittauer BC (Sieger Gau Oberlausitz)           | 1:9      | Guts Muts Dresden (Sieger Gau Ostsachsen)        |
| 1. FC 07 Lauscha (Sieger Gau Südthüringen) erhielt ein Freilos. |                                                |          |                                                  |

Wiederholungsspiele
| Datum         |                                               | Ergebnis |                                       |
| ------------- | --------------------------------------------- | -------- | ------------------------------------- |
| 15. März 1925 | FC Germania Halberstadt (Sieger Gau Harz)     | 2:3      | SV 09 Staßfurt (Sieger Gau Elbe/Bode) |
| 15. März 1925 | FuCC Cricket-Viktoria (Sieger Gau Mittelelbe) | 5:0      | SV Cöthen 02 (Sieger Gau Anhalt)      |

### 2. Runde
| Datum         |                       | Ergebnis |                      |
| ------------- | --------------------- | -------- | -------------------- |
| 15. März 1925 | Chemnitzer BC         | 4:2      | SpVgg 1907 Meerane   |
| 15. März 1925 | Guts Muts Dresden     | 7:0      | Riesaer SV           |
| 15. März 1925 | SC Herta Wittenberge  | 2:12     | Hallescher FC Wacker |
| 15. März 1925 | SpVgg 02 Erfurt       | 1:2      | SV 01 Gotha          |
| 15. März 1925 | 1. SV 03 Jena         | 5:0      | 1. FC 07 Lauscha     |
| 15. März 1925 | VfB Leipzig           | 16:0     | SpVgg Falkenstein    |
| 22. März 1925 | FuCC Cricket-Viktoria | 1:0      | SV 09 Staßfurt       |

### Viertelfinale
| Datum                                |                       | Ergebnis |                   |
| ------------------------------------ | --------------------- | -------- | ----------------- |
| 5. April 1925                        | Chemnitzer BC         | 1:2      | Guts Muts Dresden |
| 29. März 1925                        | FuCC Cricket-Viktoria | 2:4      | VfB Leipzig       |
| 29. März 1925                        | Hallescher FC Wacker  | 0:3      | 1. SV 03 Jena     |
| Der SV 01 Gotha erhielt ein Freilos. |                       |          |                   |

### Halbfinale
| Datum          |                   | Ergebnis |               |
| -------------- | ----------------- | -------- | ------------- |
| 5. April 1925  | VfB Leipzig       | 4:2      | SV 01 Gotha   |
| 10. April 1925 | Guts Muts Dresden | 2:3      | 1. SV 03 Jena |

### Finale
| Datum          |             | Ergebnis |               | Ort     |
| -------------- | ----------- | -------- | ------------- | ------- |
| 19. April 1925 | VfB Leipzig | 2:0      | 1. SV 03 Jena | Leipzig |

## V.B.M.V.-Entscheidungsspiel um den zweiten Teilnehmer zur Deutschen Meisterschaft
| Datum          |                                           | Ergebnis  |                                             | Ort  |
| -------------- | ----------------------------------------- | --------- | ------------------------------------------- | ---- |
| 26. April 1925 | SC Erfurt 1895 (Sieger Runde der Zweiten) | 1:2 n. V. | 1. SV 03 Jena (Mitteldeutscher Vizemeister) | Jena |